# Pulivendula
Pulivendula ist eine Stadt im indischen Bundesstaat Andhra Pradesh.
Die Stadt ist Teil des Distrikts YSR. Pulivendula hat den Status eines Municipality. Die Stadt ist in 5 Wards gegliedert. Sie hatte am Stichtag der Volkszählung 2011 insgesamt 65.706 Einwohner, von denen 32.758 Männer und 32.948 Frauen waren. Hindus bilden mit einem Anteil von ca. 82 % die größte Gruppe der Bevölkerung in der Stadt gefolgt von Muslimen mit ca. 16 % und Christen mit ca. 2 %. Die Alphabetisierungsrate lag 2011 bei 72,81 %.
Die Landwirtschaft ist die Hauptbeschäftigung in der Stadt und ihrem Umland. In der Umgebung der Stadt wird Uran gefördert.
Die Stadt ist der Geburtsort des Politikers Y. S. Rajasekhara Reddy, der von 2004 bis 2009 Chief Minister von Andhra Pradesh war. Nach seinem Tod wurde der Distrikt, in dem Pulivendula liegt, nach ihm in YSR umbenannt. Sein Sohn Y. S. Jaganmohan Reddy ist ebenfalls Politiker.

## Söhne und Töchter der Stadt
- Y. S. Jaganmohan Reddy (* 1972), Politiker